# Facing the Animal
Facing the Animal es el décimo álbum de estudio del guitarrista Yngwie Malmsteen, lanzado el 23 de febrero de 1997 a través de Pony Canyon (Japón) y Mercury Records (Estados Unidos). Aunque acreditado a Malmsteen, "Air on a Theme" es un arreglo del segundo movimiento (Largo) de "Piccolo Concerto in C Major (RV443)" de Antonio Vivaldi, mientras que "Braveheart" contiene un riff de Gary Moore: "Over the Hills and Far Away". Facing the Animal cuenta una de las últimas actuaciones del baterista Cozy Powell antes de su muerte en abril de 1998.

## Lista de canciones
Todas las canciones están escritas y compuestas por Yngwie Malmsteen.

Todas las canciones escritas y compuestas por Yngwie Malmsteen. 
| N.º | Título                      | Duración |  |
| 1.  | «Braveheart»                | 5:19     |  |
| 2.  | «Facing the Animal»         | 4:37     |  |
| 3.  | «Enemy»                     | 4:53     |  |
| 4.  | «Sacrifice»                 | 4:19     |  |
| 5.  | «Like an Angel – For April» | 5:47     |  |
| 6.  | «My Resurrection»           | 4:48     |  |
| 7.  | «Another Time»              | 5:03     |  |
| 8.  | «Heathens from the North»   | 3:39     |  |
| 9.  | «Alone in Paradise»         | 4:33     |  |
| 10. | «End of My Rope»            | 4:24     |  |
| 11. | «Only the Strong»           | 6:05     |  |
| 12. | «Poison in Your Veins»      | 4:23     |  |
| 13. | «Air on a Theme»            | 1:43     |  |